# Taima mandala engi
Le Taima mandala engi (当麻曼荼羅緣起), littéralement les Rouleaux enluminés des antécédents du Taima mandala, est un emaki composé de deux rouleaux de papier peints et calligraphiés et datant de la seconde moitié du XIIIe siècle, à l’époque de Kamakura au Japon. Il narre la légende religieuse de la confection du Taima mandala au VIIIe siècle. L’œuvre, conservée au Kōmyō-ji de Kamakura, est inscrite au registre des trésors nationaux du Japon. Elle est également exposée parmi les collections du musée des trésors nationaux de Kamakura.

## Contexte

### Art desemaki
Apparu au Japon entre le VIe siècle et le VIIIe siècle grâce aux échanges avec l’Empire chinois, l’art de l’emaki se diffusa largement auprès de l’aristocratie à l’époque de Heian. Un emaki se compose d’un ou plusieurs longs rouleaux de papier narrant une histoire au moyen de textes et de peintures de style yamato-e. Le lecteur découvre le récit en déroulant progressivement les rouleaux avec une main tout en le ré-enroulant avec l’autre main, de droite à gauche (selon le sens d’écriture du japonais), de sorte que seule une portion de texte ou d’image d’une soixantaine de centimètres est visible. La narration suppose un enchaînement de scènes dont le rythme, la composition et les transitions relèvent entièrement de la sensibilité et de la technique de l’artiste. Les thèmes des récits étaient très variés : illustrations de romans, de chroniques historiques, de textes religieux, de biographies de personnages célèbres, d’anecdotes humoristiques ou fantastiques…

### Taima mandala et Terre pure
L’emaki date de la seconde moitié du XIIIe siècle (époque de Kamakura), durant l’âge d’or des emaki où la production est très soutenue. Le bouddhisme de la Terre pure, qui enseigne que le paradis du bouddha Amida est accessible à toute personne dévouée quels que soient ses péchés, prospère à cette époque grâce à l’apparition de nouvelles écoles prêchant pour le plus grand nombre. De nombreux emaki sont réalisés pour illustrer les enseignements des écoles de la Terre pure à l’époque de Kamakura, dans une optique didactique ou prosélyte.
Le paradis du bouddha Amida et l’accueil des défunts (raigō), décrits dans les textes religieux, font partie des motifs amidistes populaires dans les arts japonais. C’est également le sujet du plus ancien Taima mandala du Japon : cette tapisserie essentiellement basée sur le Sūtra des contemplations du Bouddha Vie-Infinie (Amitāyurdhyāna Sūtra) date du VIIIe siècle et est préservée au Taima-dera de Nara, capitale impériale en ce temps. Elle illustre la Terre pure d’Amida et différents passages du sūtra. Peu connu durant les époques anciennes, ce mandala devient très populaire au milieu du XIIIe siècle, après que les écoles de la terre pure se sont répandues dans tout le pays. L’emaki date donc probablement de la seconde moitié du XIIIe siècle, bien que la date exacte ne soit pas connue.

## Sujet de l'emaki

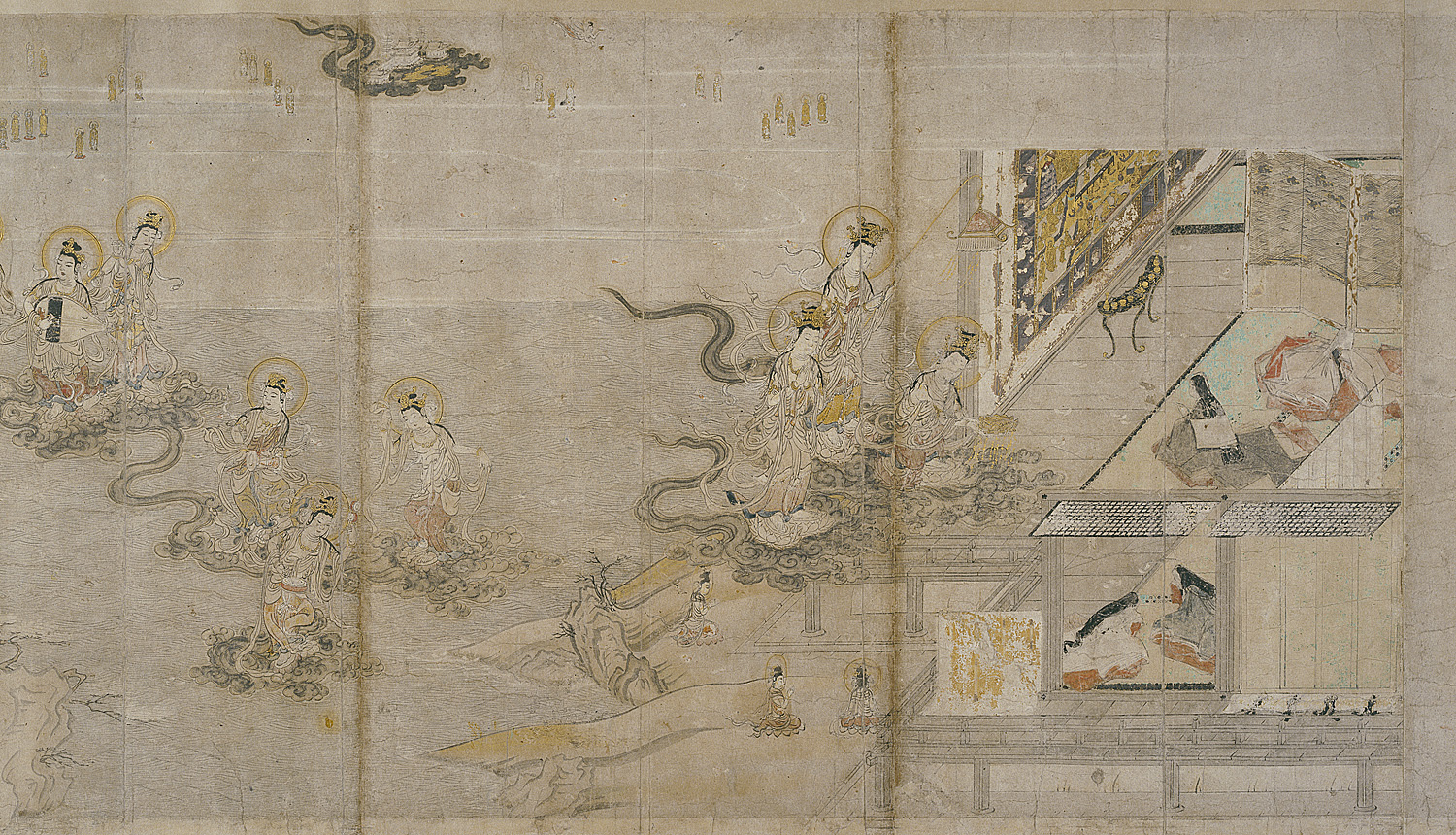
Mort de la princesse Chūjō, qui va renaître dans le paradis d’Amida. Rouleau 2, scène 3.

L’emaki est composé de deux rouleaux mesurant respectivement 48,6 cm par 774,3 cm et 48,7 cm par 687,6 cm. La hauteur est particulièrement grande pour un emaki ; les feuilles de papier composant les rouleaux y sont collées sur leur bord long et non mises bout à bout dans le sens horizontal comme usuellement, afin de renforcer l’attrait de l’œuvre,. L’ensemble rapporte la légende de la confection du Taima mandala au VIIIe siècle, récit populaire narré dans différents classiques comme le Kokon chomon-shū et le Genkō shakusho.
Le premier rouleau, qui comprend trois scènes (chacune composée d’une portion de texte calligraphié et d’une portion illustrée), a pour personnage principal la princesse Chūjō (en), fille du ministre Yokohagi ayant vécu au VIIIe siècle. Fort pieuse et dévouée aux pratiques religieuses, elle entre dans les ordres au Taima-dera en 763, jurant de ne pas quitter l’enceinte du temple avant d’avoir vu Amida lui-même. Après sept jours de prières, une étrange none apparaît et lui commande de récolter dix mille tiges de lotus. La princesse les fait venir avec l’aide de la capitale, si bien que la religieuse fait creuser un puits près du temple, où les pousses de lotus s’épanouissent en splendides couleurs,.
Dans le second rouleau en trois scènes également, une autre jeune religieuse survient au temple et tisse en une nuit l’imposant Taima mandala en fils de lotus, avant de disparaître. La première none explique à Chūjō qu’elle n’a vu personne d’autre que Kannon, et qu’elle-même est une manifestation d’Amida, avant de disparaître dans les nuages colorés. La princesse finit par renaître au paradis d’Amida, où elle est accueillie dans la dernière scène,.

## Composition et style

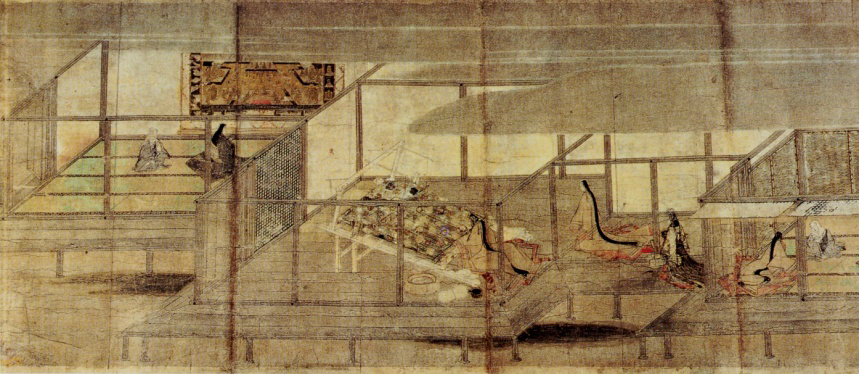
Tissage du Taima mandala par la religieuse qui est en réalité une manifestation du bodhisattva Kannon. Les pièces du temple montrent plusieurs étapes du récit en créant différents espaces narratifs. Le toit et le mur de face ne sont pas peints, technique de composition classique des emaki nommée fukinuki yatai. Rouleau 2, scène 1.

Le Taima mandala engi de style yamato-e témoigne, avec plusieurs autres œuvres comme le Saigyō monogatari emaki et l’Ono no yukimi gokō emaki, d’une tendance aux compositions plus statiques parmi les peintres professionnels de l’époque de Kamakura, parfois sans recherche d’originalité. Le style soigné est caractéristique des artistes liés à la cour ou à la noblesse de Kyoto (Heian), la capitale impériale.
Les rouleaux sont relativement dégradés de nos jours, avec des portions partiellement ou totalement effacées. Les peintures sont toutefois très délicates, présentant des couleurs riches et des traits fins. Plusieurs illustrations, notamment la dernière peignant la Terre pure, sont très raffinées, avec un usage de piments vifs et de poudre d’or. L’or et l’argent sont régulièrement utilisés, parfois avec la technique du kirikane (motifs de fines feuilles d’or ou d’argent apposés sur la surface à décorer), conférant une impression de dignité séante au récit,. 
La composition, équilibrée et bien proportionnée, révèle la grande virtuosité de l’auteur pour la réalisation de peintures sur rouleau de papier. Les illustrations soignées de l’extérieur et de l’intérieur du temple sont rendues depuis plusieurs points de vue avec une grande précision, en perspective cavalière. Les paysages enfin, aux traits plus rugueux, montrent peut-être une influence de la peinture de la Chine des Song. Le Taima mandala est représenté trois fois, avec une grande minutie malgré sa petite taille au moyen d’or et de pigments vifs.  
La scène finale de l’accueil au paradis (raigō), considérée comme la plus belle de l’œuvre, apporte une atmosphère romantique, colorée et libre, avec un fort usage de l’or, qui ne se retrouve pas dans les peintures bouddhiques similaires ; l’ensemble montre une influence de la peinture Song tout en s’inspirant néanmoins de l’iconographie classique,.
Plusieurs techniques de composition habituelles des emaki sont utilisées. L’iji-dō-zu, consistant à représenter plusieurs fois les mêmes personnages dans une même scène afin de montrer l’évolution d’une situation, est employé dans la scène de la révélation : la première religieuse révèle sa véritable identité puis monte aux cieux parmi les nuages dans la même illustration. Les architectures et la technique du fukinuki yatai, c’est-à-dire la représentation de l’intérieur des bâtiments avec un point de vue en hauteur en ne dessinant pas le toit et les murs de face, constituent l’ossature de nombreuses compositions très maîtrisées où se déroule le récit. Elles permettent également de créer plusieurs espaces narratifs dans les scènes du second rouleau, comme celle du tissage du Taima mandala où différentes pièces du temple montrent des phrases successives de la narration (l’arrivée de la jeune religieuse, le tissage du mandala, la contemplation de la tapisserie achevée) ; par la disposition et la taille des espaces alloués aux événements et aux personnages, l’artiste transmet de façon plutôt statique (« topographique ») le sens du récit,,.

## Historiographie

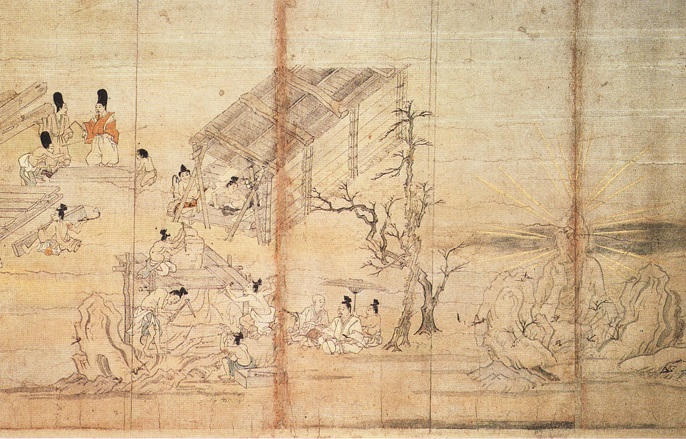
Sculpture d’une statue du bouddha Miroku sur demande de l’empereur Tenji sur le site sacré près du Taima-dera quelque un siècle auparavant. C’est sur ce même site que le puits où les pousses de lotus fleurissent est creusé. Plusieurs catégories de travailleurs sont illustrés : sculpteurs, charpentiers et bâtisseurs. Rouleau 1, scène 3.

Si le récit se tient au VIIIe siècle, les vêtements et les intérieurs sont plutôt représentatifs de la noblesse de la fin de l’époque de Heian (fin XIIe siècle). Pour la représentation du peuple au travail (sculpteurs, bâtisseurs, charpentiers, transporteurs...), l’artiste prend pour exemple ses contemporains, offrant en ce sens un aperçu de la vie quotidienne du Japon médiéval, comme de nombreux autres emaki. Un élément précieux sur la vie dans l’ancien Japon est l’illustration du métier à tisser, une des plus anciennes connues.
L’œuvre offre un aperçu rare du rôle des femmes dans le bouddhisme. Les écoles de la Terre pure visaient à l’époque médiévale à s’adresser au plus grand nombre, incluant les femmes, ici au moyen d’etoki, séances d’explication des peintures religieuses ; dans la deuxième scène du second rouleau, la religieuse (manifestation d’Amida) révèle d’ailleurs elle-même le sens du Taima mandala,.